# José Arce (Autor)
José Arce (* 1974 in Palma de Mallorca) ist ein Fachmann für Hundeerziehung und Autor. Bekannt wurde er in Spanien und Deutschland als Experte für Beißunfälle mit aggressiven Hunden.

## Leben und Arbeit
José Arce wurde in Palma de Mallorca geboren. Er lebte in seinem Elternhaus immer mit Hunden.
2014 veröffentlichte José Arce sein erstes Ratgeberbuch; weitere folgten.
José Arce war zu Gast als Ratgeber und Gesprächspartner u. a. im ZDF, bei SAT. 1, bei Kabel 1, in der Bild-Printausgabe und in Bild Online. Zudem im DOGS Hundemagazin, der Hundeschau, Dogs Today und dem Magazin Partner Hund.

## Veröffentlichungen
- Meine 5 Geheimnisse für eine glückliche Mensch-Hund-Beziehung. GU Tier Spezial. 2014. ISBN 978-3833836817
- Praxisbuch: Individuelle Wege zum perfekten Mensch-Hund-Team. Vertrauen schaffen, richtig kommunizieren und erziehen. GU Tier Spezial. ISBN 978-3833852220
- Welpenbuch: Ein gutes Team von Anfang an – erziehen mit Bauchgefühl. GU Tier Spezial. 2017. ISBN 978-3833861383
- Liebe deinen Hund. Gu. ISBN